# Хатанбулаг
Хатанбулаг — сомон у Східно-Гобійському аймаку Монголії. Територія 18 тис км², населення 3,5 тис. чол.. Центр – селище Ергел розташований на відстані 229 км від Сайншанду та 650 км. від Улан-Батора. Контрольно-пропускний пункт на кордоні у КНР Хангі-Мандал.

## Рельєф
Гори Баруун нарийн (1431 м), Іт (1282 м), Хорго (1272 м), Сууж (1204 м) степові долиниХаліун, Халів, Булан, Сааралин говь, Тенгер, Сайр, Цавчир, Баянцагаанцав. Піщані бархани Модон тол гой, Ергелийн саар, Гашуун. Мало річок, є солені озера.

## Клімат
Різкоконтинентальний клімат. Середня температура січня -14-16 градусів, липня +24-26 градусів. У середньому протягом року випадає 50-120 мм опадів.

## Тваринний світ
Водяться гірські барани, вовки, лисиці, дикі кози, манули, зайці, кулани, корсаки.

## Соціальна сфера
Працює середня школа, лікарня,сфера обслуговування, майстерні.

## Корисні копалини
Залізна руда, свинець, хімічна та будівельна сировина